# Prawo Grahama
Prawo Grahama – prawo dotyczące efuzji gazów określające związek prędkości efuzji z gęstością. Podane zostało w 1829 r. przez Thomasa Grahama. Zgodnie z tym prawem:
„Szybkość efuzji gazów jest odwrotnie proporcjonalna do pierwiastka kwadratowego z ich gęstości”.
W postaci matematycznej można je przedstawić jako:
{\displaystyle v\sim {\frac {1}{\sqrt {\rho }}},}
gdzie:
{\displaystyle v} – szybkość efuzji gazu,
{\displaystyle \rho } – gęstość gazu.
W przypadku porównywania dwóch gazów (w tej samej temperaturze i pod tym samym ciśnieniem):
{\displaystyle {\frac {v_{1}}{v_{2}}}={\sqrt {\frac {\rho _{2}}{\rho _{1}}}},}
gdzie „1” i „2” są indeksami oznaczającymi oba gazy.
Uzasadnienie słuszności tego prawa można przeprowadzić korzystając z rozkładu Maxwella-Boltzmanna.
W późniejszym czasie została podana inna wersja tego prawa zwana prawem Bunsena-Grahama.